# 1571
Portal Geschichte | Portal Biografien | Aktuelle Ereignisse | Jahreskalender | Tagesartikel

◄ |
15. Jahrhundert |
16. Jahrhundert
| 17. Jahrhundert | ►

◄ |
1540er |
1550er |
1560er |
1570er
| 1580er | 1590er | 1600er | ►

◄◄ |
◄ |
1567 |
1568 |
1569 |
1570 |
1571
| 1572 | 1573 | 1574 | 1575 | ► | ►►
Staatsoberhäupter  · Nekrolog · Kunstjahr  · Musikjahr
| Januar | Januar | Januar | Januar | Januar | Januar | Januar | Januar |
| Kw     | Mo     | Di     | Mi     | Do     | Fr     | Sa     | So     |
| ------ | ------ | ------ | ------ | ------ | ------ | ------ | ------ |
| 1      | 1      | 2      | 3      | 4      | 5      | 6      | 7      |
| 2      | 8      | 9      | 10     | 11     | 12     | 13     | 14     |
| 3      | 15     | 16     | 17     | 18     | 19     | 20     | 21     |
| 4      | 22     | 23     | 24     | 25     | 26     | 27     | 28     |
| 5      | 29     | 30     | 31     |        |        |        |        |

| Februar | Februar | Februar | Februar | Februar | Februar | Februar | Februar |
| Kw      | Mo      | Di      | Mi      | Do      | Fr      | Sa      | So      |
| ------- | ------- | ------- | ------- | ------- | ------- | ------- | ------- |
| 5       |         |         |         | 1       | 2       | 3       | 4       |
| 6       | 5       | 6       | 7       | 8       | 9       | 10      | 11      |
| 7       | 12      | 13      | 14      | 15      | 16      | 17      | 18      |
| 8       | 19      | 20      | 21      | 22      | 23      | 24      | 25      |
| 9       | 26      | 27      | 28      |         |         |         |         |

| März | März | März | März | März | März | März | März |
| Kw   | Mo   | Di   | Mi   | Do   | Fr   | Sa   | So   |
| ---- | ---- | ---- | ---- | ---- | ---- | ---- | ---- |
| 9    |      |      |      | 1    | 2    | 3    | 4    |
| 10   | 5    | 6    | 7    | 8    | 9    | 10   | 11   |
| 11   | 12   | 13   | 14   | 15   | 16   | 17   | 18   |
| 12   | 19   | 20   | 21   | 22   | 23   | 24   | 25   |
| 13   | 26   | 27   | 28   | 29   | 30   | 31   |      |

| April | April | April | April | April | April | April | April |
| Kw    | Mo    | Di    | Mi    | Do    | Fr    | Sa    | So    |
| ----- | ----- | ----- | ----- | ----- | ----- | ----- | ----- |
| 13    |       |       |       |       |       |       | 1     |
| 14    | 2     | 3     | 4     | 5     | 6     | 7     | 8     |
| 15    | 9     | 10    | 11    | 12    | 13    | 14    | 15    |
| 16    | 16    | 17    | 18    | 19    | 20    | 21    | 22    |
| 17    | 23    | 24    | 25    | 26    | 27    | 28    | 29    |
| 18    | 30    |       |       |       |       |       |       |

| Mai | Mai | Mai | Mai | Mai | Mai | Mai | Mai |
| Kw  | Mo  | Di  | Mi  | Do  | Fr  | Sa  | So  |
| --- | --- | --- | --- | --- | --- | --- | --- |
| 18  |     | 1   | 2   | 3   | 4   | 5   | 6   |
| 19  | 7   | 8   | 9   | 10  | 11  | 12  | 13  |
| 20  | 14  | 15  | 16  | 17  | 18  | 19  | 20  |
| 21  | 21  | 22  | 23  | 24  | 25  | 26  | 27  |
| 22  | 28  | 29  | 30  | 31  |     |     |     |

| Juni | Juni | Juni | Juni | Juni | Juni | Juni | Juni |
| Kw   | Mo   | Di   | Mi   | Do   | Fr   | Sa   | So   |
| ---- | ---- | ---- | ---- | ---- | ---- | ---- | ---- |
| 22   |      |      |      |      | 1    | 2    | 3    |
| 23   | 4    | 5    | 6    | 7    | 8    | 9    | 10   |
| 24   | 11   | 12   | 13   | 14   | 15   | 16   | 17   |
| 25   | 18   | 19   | 20   | 21   | 22   | 23   | 24   |
| 26   | 25   | 26   | 27   | 28   | 29   | 30   |      |

| Juli | Juli | Juli | Juli | Juli | Juli | Juli | Juli |
| Kw   | Mo   | Di   | Mi   | Do   | Fr   | Sa   | So   |
| ---- | ---- | ---- | ---- | ---- | ---- | ---- | ---- |
| 26   |      |      |      |      |      |      | 1    |
| 27   | 2    | 3    | 4    | 5    | 6    | 7    | 8    |
| 28   | 9    | 10   | 11   | 12   | 13   | 14   | 15   |
| 29   | 16   | 17   | 18   | 19   | 20   | 21   | 22   |
| 30   | 23   | 24   | 25   | 26   | 27   | 28   | 29   |
| 31   | 30   | 31   |      |      |      |      |      |

| August | August | August | August | August | August | August | August |
| Kw     | Mo     | Di     | Mi     | Do     | Fr     | Sa     | So     |
| ------ | ------ | ------ | ------ | ------ | ------ | ------ | ------ |
| 31     |        |        | 1      | 2      | 3      | 4      | 5      |
| 32     | 6      | 7      | 8      | 9      | 10     | 11     | 12     |
| 33     | 13     | 14     | 15     | 16     | 17     | 18     | 19     |
| 34     | 20     | 21     | 22     | 23     | 24     | 25     | 26     |
| 35     | 27     | 28     | 29     | 30     | 31     |        |        |

| September | September | September | September | September | September | September | September |
| Kw        | Mo        | Di        | Mi        | Do        | Fr        | Sa        | So        |
| --------- | --------- | --------- | --------- | --------- | --------- | --------- | --------- |
| 35        |           |           |           |           |           | 1         | 2         |
| 36        | 3         | 4         | 5         | 6         | 7         | 8         | 9         |
| 37        | 10        | 11        | 12        | 13        | 14        | 15        | 16        |
| 38        | 17        | 18        | 19        | 20        | 21        | 22        | 23        |
| 39        | 24        | 25        | 26        | 27        | 28        | 29        | 30        |

| Oktober | Oktober | Oktober | Oktober | Oktober | Oktober | Oktober | Oktober |
| Kw      | Mo      | Di      | Mi      | Do      | Fr      | Sa      | So      |
| ------- | ------- | ------- | ------- | ------- | ------- | ------- | ------- |
| 40      | 1       | 2       | 3       | 4       | 5       | 6       | 7       |
| 41      | 8       | 9       | 10      | 11      | 12      | 13      | 14      |
| 42      | 15      | 16      | 17      | 18      | 19      | 20      | 21      |
| 43      | 22      | 23      | 24      | 25      | 26      | 27      | 28      |
| 44      | 29      | 30      | 31      |         |         |         |         |

| November | November | November | November | November | November | November | November |
| Kw       | Mo       | Di       | Mi       | Do       | Fr       | Sa       | So       |
| -------- | -------- | -------- | -------- | -------- | -------- | -------- | -------- |
| 44       |          |          |          | 1        | 2        | 3        | 4        |
| 45       | 5        | 6        | 7        | 8        | 9        | 10       | 11       |
| 46       | 12       | 13       | 14       | 15       | 16       | 17       | 18       |
| 47       | 19       | 20       | 21       | 22       | 23       | 24       | 25       |
| 48       | 26       | 27       | 28       | 29       | 30       |          |          |

| Dezember | Dezember | Dezember | Dezember | Dezember | Dezember | Dezember | Dezember |
| Kw       | Mo       | Di       | Mi       | Do       | Fr       | Sa       | So       |
| -------- | -------- | -------- | -------- | -------- | -------- | -------- | -------- |
| 48       |          |          |          |          |          | 1        | 2        |
| 49       | 3        | 4        | 5        | 6        | 7        | 8        | 9        |
| 50       | 10       | 11       | 12       | 13       | 14       | 15       | 16       |
| 51       | 17       | 18       | 19       | 20       | 21       | 22       | 23       |
| 52       | 24       | 25       | 26       | 27       | 28       | 29       | 30       |
| 1        | 31       |          |          |          |          |          |          |

| Januar | Januar | Januar | Januar | Januar | Januar | Januar | Januar |
| Kw     | Mo     | Di     | Mi     | Do     | Fr     | Sa     | So     |
| ------ | ------ | ------ | ------ | ------ | ------ | ------ | ------ |
| 1      | 1      | 2      | 3      | 4      | 5      | 6      | 7      |
| 2      | 8      | 9      | 10     | 11     | 12     | 13     | 14     |
| 3      | 15     | 16     | 17     | 18     | 19     | 20     | 21     |
| 4      | 22     | 23     | 24     | 25     | 26     | 27     | 28     |
| 5      | 29     | 30     | 31     |        |        |        |        |

| Februar | Februar | Februar | Februar | Februar | Februar | Februar | Februar |
| Kw      | Mo      | Di      | Mi      | Do      | Fr      | Sa      | So      |
| ------- | ------- | ------- | ------- | ------- | ------- | ------- | ------- |
| 5       |         |         |         | 1       | 2       | 3       | 4       |
| 6       | 5       | 6       | 7       | 8       | 9       | 10      | 11      |
| 7       | 12      | 13      | 14      | 15      | 16      | 17      | 18      |
| 8       | 19      | 20      | 21      | 22      | 23      | 24      | 25      |
| 9       | 26      | 27      | 28      |         |         |         |         |

| März | März | März | März | März | März | März | März |
| Kw   | Mo   | Di   | Mi   | Do   | Fr   | Sa   | So   |
| ---- | ---- | ---- | ---- | ---- | ---- | ---- | ---- |
| 9    |      |      |      | 1    | 2    | 3    | 4    |
| 10   | 5    | 6    | 7    | 8    | 9    | 10   | 11   |
| 11   | 12   | 13   | 14   | 15   | 16   | 17   | 18   |
| 12   | 19   | 20   | 21   | 22   | 23   | 24   | 25   |
| 13   | 26   | 27   | 28   | 29   | 30   | 31   |      |

| April | April | April | April | April | April | April | April |
| Kw    | Mo    | Di    | Mi    | Do    | Fr    | Sa    | So    |
| ----- | ----- | ----- | ----- | ----- | ----- | ----- | ----- |
| 13    |       |       |       |       |       |       | 1     |
| 14    | 2     | 3     | 4     | 5     | 6     | 7     | 8     |
| 15    | 9     | 10    | 11    | 12    | 13    | 14    | 15    |
| 16    | 16    | 17    | 18    | 19    | 20    | 21    | 22    |
| 17    | 23    | 24    | 25    | 26    | 27    | 28    | 29    |
| 18    | 30    |       |       |       |       |       |       |

| Mai | Mai | Mai | Mai | Mai | Mai | Mai | Mai |
| Kw  | Mo  | Di  | Mi  | Do  | Fr  | Sa  | So  |
| --- | --- | --- | --- | --- | --- | --- | --- |
| 18  |     | 1   | 2   | 3   | 4   | 5   | 6   |
| 19  | 7   | 8   | 9   | 10  | 11  | 12  | 13  |
| 20  | 14  | 15  | 16  | 17  | 18  | 19  | 20  |
| 21  | 21  | 22  | 23  | 24  | 25  | 26  | 27  |
| 22  | 28  | 29  | 30  | 31  |     |     |     |

| Juni | Juni | Juni | Juni | Juni | Juni | Juni | Juni |
| Kw   | Mo   | Di   | Mi   | Do   | Fr   | Sa   | So   |
| ---- | ---- | ---- | ---- | ---- | ---- | ---- | ---- |
| 22   |      |      |      |      | 1    | 2    | 3    |
| 23   | 4    | 5    | 6    | 7    | 8    | 9    | 10   |
| 24   | 11   | 12   | 13   | 14   | 15   | 16   | 17   |
| 25   | 18   | 19   | 20   | 21   | 22   | 23   | 24   |
| 26   | 25   | 26   | 27   | 28   | 29   | 30   |      |

| Juli | Juli | Juli | Juli | Juli | Juli | Juli | Juli |
| Kw   | Mo   | Di   | Mi   | Do   | Fr   | Sa   | So   |
| ---- | ---- | ---- | ---- | ---- | ---- | ---- | ---- |
| 26   |      |      |      |      |      |      | 1    |
| 27   | 2    | 3    | 4    | 5    | 6    | 7    | 8    |
| 28   | 9    | 10   | 11   | 12   | 13   | 14   | 15   |
| 29   | 16   | 17   | 18   | 19   | 20   | 21   | 22   |
| 30   | 23   | 24   | 25   | 26   | 27   | 28   | 29   |
| 31   | 30   | 31   |      |      |      |      |      |

| August | August | August | August | August | August | August | August |
| Kw     | Mo     | Di     | Mi     | Do     | Fr     | Sa     | So     |
| ------ | ------ | ------ | ------ | ------ | ------ | ------ | ------ |
| 31     |        |        | 1      | 2      | 3      | 4      | 5      |
| 32     | 6      | 7      | 8      | 9      | 10     | 11     | 12     |
| 33     | 13     | 14     | 15     | 16     | 17     | 18     | 19     |
| 34     | 20     | 21     | 22     | 23     | 24     | 25     | 26     |
| 35     | 27     | 28     | 29     | 30     | 31     |        |        |

| September | September | September | September | September | September | September | September |
| Kw        | Mo        | Di        | Mi        | Do        | Fr        | Sa        | So        |
| --------- | --------- | --------- | --------- | --------- | --------- | --------- | --------- |
| 35        |           |           |           |           |           | 1         | 2         |
| 36        | 3         | 4         | 5         | 6         | 7         | 8         | 9         |
| 37        | 10        | 11        | 12        | 13        | 14        | 15        | 16        |
| 38        | 17        | 18        | 19        | 20        | 21        | 22        | 23        |
| 39        | 24        | 25        | 26        | 27        | 28        | 29        | 30        |

| Oktober | Oktober | Oktober | Oktober | Oktober | Oktober | Oktober | Oktober |
| Kw      | Mo      | Di      | Mi      | Do      | Fr      | Sa      | So      |
| ------- | ------- | ------- | ------- | ------- | ------- | ------- | ------- |
| 40      | 1       | 2       | 3       | 4       | 5       | 6       | 7       |
| 41      | 8       | 9       | 10      | 11      | 12      | 13      | 14      |
| 42      | 15      | 16      | 17      | 18      | 19      | 20      | 21      |
| 43      | 22      | 23      | 24      | 25      | 26      | 27      | 28      |
| 44      | 29      | 30      | 31      |         |         |         |         |

| November | November | November | November | November | November | November | November |
| Kw       | Mo       | Di       | Mi       | Do       | Fr       | Sa       | So       |
| -------- | -------- | -------- | -------- | -------- | -------- | -------- | -------- |
| 44       |          |          |          | 1        | 2        | 3        | 4        |
| 45       | 5        | 6        | 7        | 8        | 9        | 10       | 11       |
| 46       | 12       | 13       | 14       | 15       | 16       | 17       | 18       |
| 47       | 19       | 20       | 21       | 22       | 23       | 24       | 25       |
| 48       | 26       | 27       | 28       | 29       | 30       |          |          |

| Dezember | Dezember | Dezember | Dezember | Dezember | Dezember | Dezember | Dezember |
| Kw       | Mo       | Di       | Mi       | Do       | Fr       | Sa       | So       |
| -------- | -------- | -------- | -------- | -------- | -------- | -------- | -------- |
| 48       |          |          |          |          |          | 1        | 2        |
| 49       | 3        | 4        | 5        | 6        | 7        | 8        | 9        |
| 50       | 10       | 11       | 12       | 13       | 14       | 15       | 16       |
| 51       | 17       | 18       | 19       | 20       | 21       | 22       | 23       |
| 52       | 24       | 25       | 26       | 27       | 28       | 29       | 30       |
| 1        | 31       |          |          |          |          |          |          |

## Ereignisse

### Politik und Weltgeschehen

#### Heilige Liga / Osmanisches Reich
- 20. Mai: In Rom schließen sich Papst Pius V., Spanien und die Republik Venedig zur Heiligen Liga gegen das Osmanische Reich zusammen.

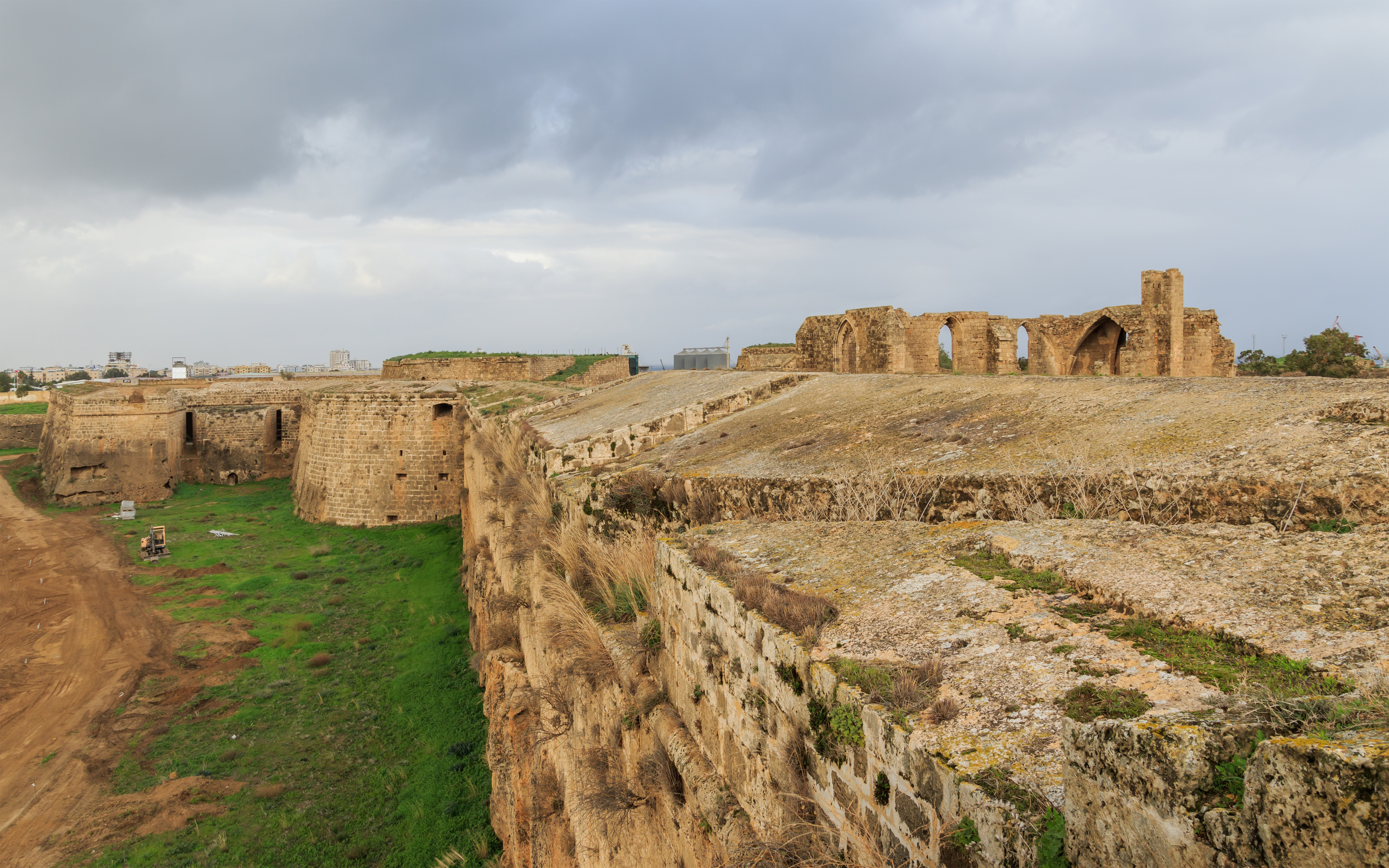
Die Verteidigungsanlagen von Famagusta

- April bis 1. August: Am Ende der Belagerung von Famagusta durch die Osmanen steht die Übergabe der Stadt durch die Verteidiger unter Marcantonio Bragadin, nachdem die Situation aufgrund fehlender Vorräte aussichtslos geworden ist. Den Venezianern wird vom osmanischen General Lala Kara Mustafa Pascha freies Geleit zugesichert. Die Republik Venedig verliert mit Famagusta ganz Zypern, das sie seit 1489 beherrscht hat, an das Osmanische Reich.
- 5. August: Nachdem die Osmanen erfahren haben, dass gefangengenommene muslimische Pilger nach Mekka von den Venezianern hingerichtet worden sind, brechen sie ihr Versprechen und massakrieren nahezu alle Verteidiger der Stadt. Marcantonio Bragadin wird bei lebendigem Leib gehäutet, seine Haut ausgestopft und nach Konstantinopel verbracht.

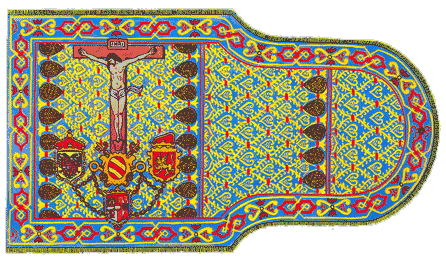
Standarte der Heiligen Liga

- 7. Oktober: In der Seeschlacht von Lepanto besiegt die Flotte der Heiligen Liga unter Don Juan de Austria die Osmanen entscheidend. Großadmiral Ali Pascha fällt in der Schlacht. Mit dem Sieg kann psychologisch der Mythos der Unbesiegbarkeit der osmanischen  Streitkräfte gebrochen werden. Allerdings kann die Liga wegen des Fehlens eines schlagkräftigen Landheers und aufgrund interner Streitigkeiten nicht nachsetzen.

#### England
In der Ridolfi-Verschwörung in England versuchen die Verschwörer um Thomas Howard, 4. Duke of Norfolk, den spanischen Gesandten Guerau de Spes und Bischof John Leslie, Königin Elisabeth I. abzusetzen und durch die katholische Maria Stuart zu ersetzen. Die Verschwörung wird von Sir Francis Walsingham aufgedeckt.

#### Weitere Ereignisse in Europa
- 18. März: Der Sitz des Malteserordens auf Malta wird von Birgu in die von Gerolamo Cassar neu errichtete Festungsstadt Valletta verlegt.
- 24. Mai: Truppen des Krim-Khanats unter Führung von Khan Devlet I. Giray setzen Moskau in Brand und erneuern vorübergehend die russische Tributpflicht. Die unerwartete Katastrophe leitet eine Wende in der Innen- und Außenpolitik des Zaren ein.
- 25. Mai: Stephan Báthory wird mit Unterstützung Selims II. und gegen den Widerstand von Kaiser Maximilian II. von den ungarischen Ständen in Alba Iulia zum Fürsten von Siebenbürgen gewählt. Ein Bürgerkrieg mit einem Thronrivalen folgt, den Báthory für sich entscheidet.

#### Asien
- Die Tagalog, die sich nach ihrer Niederlage im Vorjahr in den Dschungel zurückgezogen haben, unternehmen einen Aufstand gegen die Spanier und belagern Manila. Erst nach Monaten können die Belagerer am 24. Juni zurückgeschlagen werden. Auf den Trümmern des im Vorjahr zerstörten Palastes von Rajah Sulayman errichten die spanischen Konquistadoren Martín de Goiti und Juan de Salcedo nach dem Friedensschluss die Festung Fuerte de Santiago im heutigen Intramuros. Miguel López de Legazpi wird erster spanischer Gouverneur der Philippinen.
- König Sai Setthathirath I. verschwindet unter mysteriösen Umständen bei Mueang Ong Kan. Sein neugeborener Sohn No Keo Kuman wird zum neuen Herrscher von Lan Xang unter der Regentschaft seines Großvaters Phra Nga Sen Sulintara Lusai erklärt.

### Wirtschaft
- 23. Januar: Königin Elisabeth I. eröffnet mit der Royal Exchange die die mit Mitteln des Kaufmanns Thomas Gresham errichtete erste Börse in London.
- Sächsische Münzgeschichte: Die Sächsische Talerwährung endet mit dem Beitritt von Kurfürst August zur Augsburger Reichsmünzordnung von 1559.

### Kultur

#### Bildende Kunst und Architektur

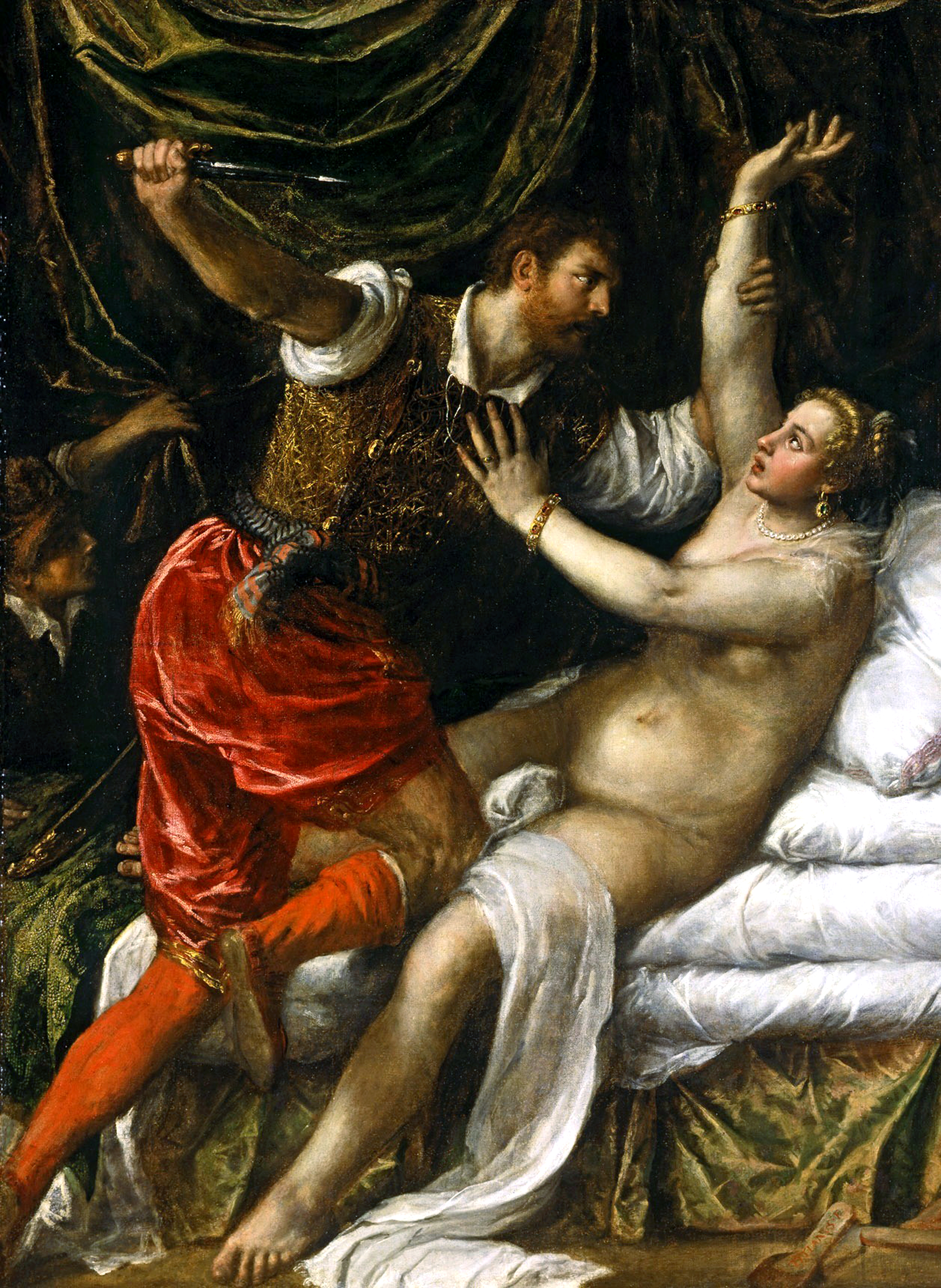
Tizian: Tarquinius und Lucretia

- Tizian vollendet nach rund dreijähriger Arbeit das Ölgemälde Tarquinius und Lucretia.

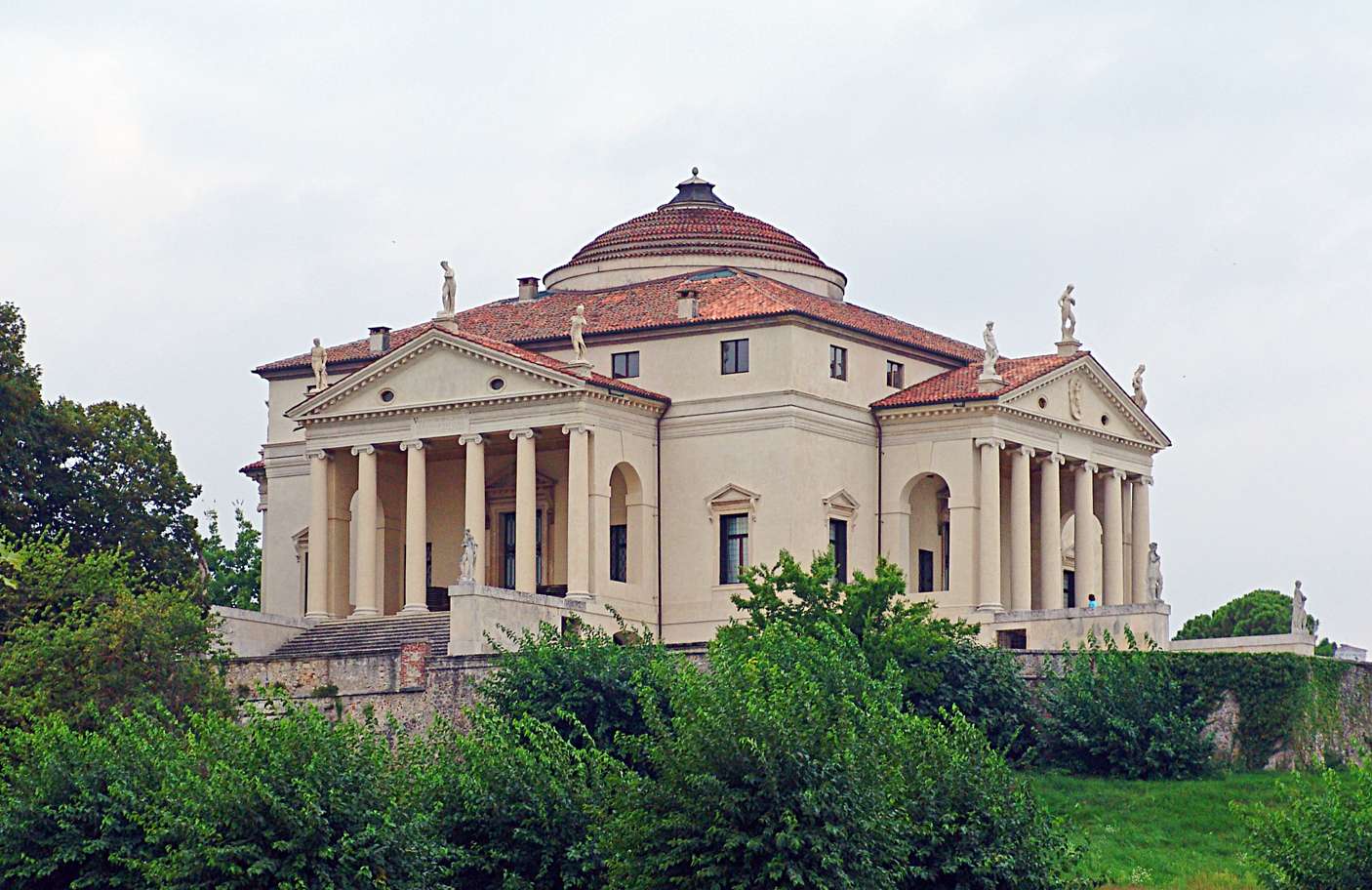
La Rotonda, von der Viale Riviera Berica aus gesehen

- Die Villa La Rotonda bei Vicenza in (Nord-Italien) wird fertiggebaut.

#### Musik und Literatur
- Elias Nikolaus Ammerbach veröffentlicht die Orgel oder Instrument Tabulatur, ein Orgeltabulaturbuch und das erste gedruckte Werk speziell mit Orgelmusik.

### Religion
- 11. Januar: Kaiser Maximilian II. erlässt für die habsburgischen Erblande eine Religionsassekuration. Den Ständen des Adels und der Ritterschaft wird damit eine Konzession zur Religionsausübung erteilt, wenn sie Anhänger des Augsburger Bekenntnisses sind.
- 4. Oktober: Die Synode von Emden beginnt. Sie prägt das Selbstverständnis und die Kirchenordnung der niederländischen reformierten Kirche.
- 13. Oktober: Die Emder Synode endet mit Beschlüssen über Grundsätze für Ämter in der Ortskirche und die synodale Struktur der Reformierten Kirche sowie dem Unterzeichnen einer künftigen Kirchenordnung durch die Teilnehmer.
- Nach einem Mordanschlag auf Kardinal Borromeo durch vier Priester des Ordens der Humiliaten im Jahre 1569 hebt Papst Pius V. den männlichen Zweig des Ordens auf.

### Natur und Umwelt
- Seegfrörne: Der Bodensee ist komplett zugefroren.

## Geboren

### Erstes Halbjahr
- 09. Januar: Marquard von Ahlefeldt, Herr auf Gut Haselau und Kaden († 1608)
- 09. Januar: Charles Bonaventure de Longueval, Feldherr im 17. Jahrhundert († 1621)
- 13. Januar: Carlo Antonio Procaccini, italienischer Maler († nach 1628)
- 27. Januar: Abbas I., persischer Herrscher aus der Dynastie der Safawiden († 1629)
- 07. Februar: Hartger Henot, Kölner Domherr, Jurist und Doktor beider Rechte († 1637)
- 15. Februar: Michael Praetorius, deutscher Komponist (vielleicht auch 1572 geboren) († 1621)
- 17. Februar: Albert Hein der Ältere, deutscher Rechtswissenschaftler und Diplomat († 1636)
- 18. Februar: Hans Caspar Lang der Ältere, Schweizer Glas-, Tafel- und Fassadenmaler sowie Buchillustrator († 1645)
- 05. März: Thomas Francine, Florentiner Fontänenmeister in Frankreich († 1651)
- 31. März: Pietro Aldobrandini, Kardinal der Römischen Kirche und Erzbischof von Ravenna († 1621)
- 07. April: Peter Piscator, deutscher orientalischer Philologe und lutherischer Theologe († 1611)
- 21. April: Jacob Isaacsz. van Swanenburgh, niederländischer Maler († 1638)
- 06. Mai: Lucas Osiander, deutscher Theologe, Professor und Kanzler der Universität Tübingen (†  1638)

### Zweites Halbjahr
- 20. August: Charles de Lorraine, Herzog von Guise († 1640)
- 22. August: Christine von Diez, deutsche Adelige und Gutsherrin († 1637/1638)
- 24. August: Niklaus Henzi, Schweizer evangelischer Geistlicher und Hochschullehrer († 1635)
- 09. September: Apollonia Radermecher, Aachener Kaufmannstochter, Gründerin des Elisabethinenordens († 1626)
- 10. September: Bartholomäus Battus, evangelischer Theologe († 1637)

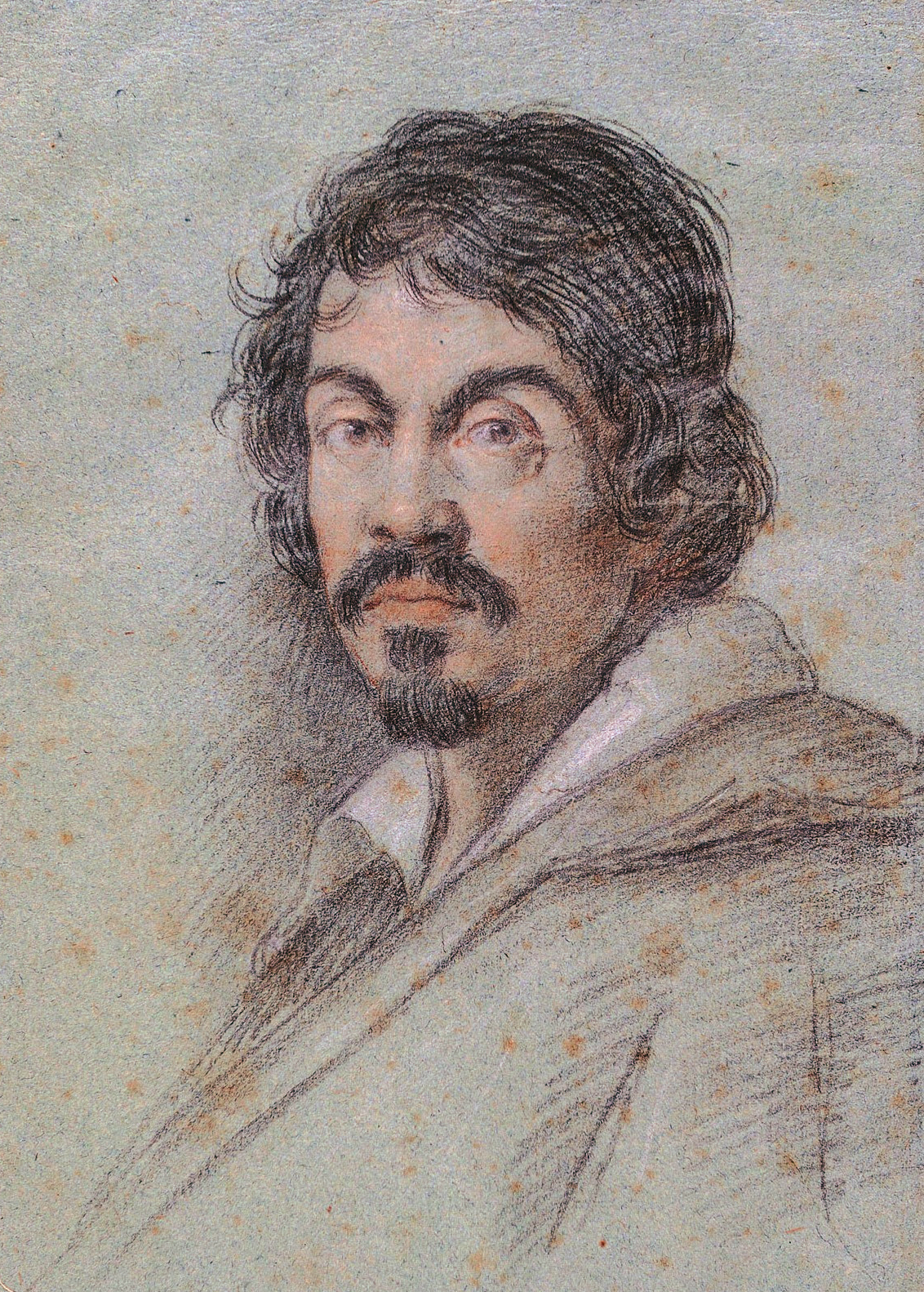
Postumes Porträt Caravaggios von Ottavio Leoni

- 29. September: Michelangelo Merisi da Caravaggio, italienischer Maler, Begründer der römischen Barockmalerei († 1610)
- 07. Oktober: Anton Heinrich, Graf von Schwarzburg-Sondershausen († 1638)
- 07. Oktober: Maria von Sachsen-Weimar, Äbtissin des reichsunmittelbaren und freiweltlichen Stifts Quedlinburg († 1610)
- 09. Oktober: Caspar Cunrad, deutscher Mediziner, Historiker und Lyriker († 1633)
- 15. Oktober: Jakob Matham, niederländischer Kupferstecher († 1631)

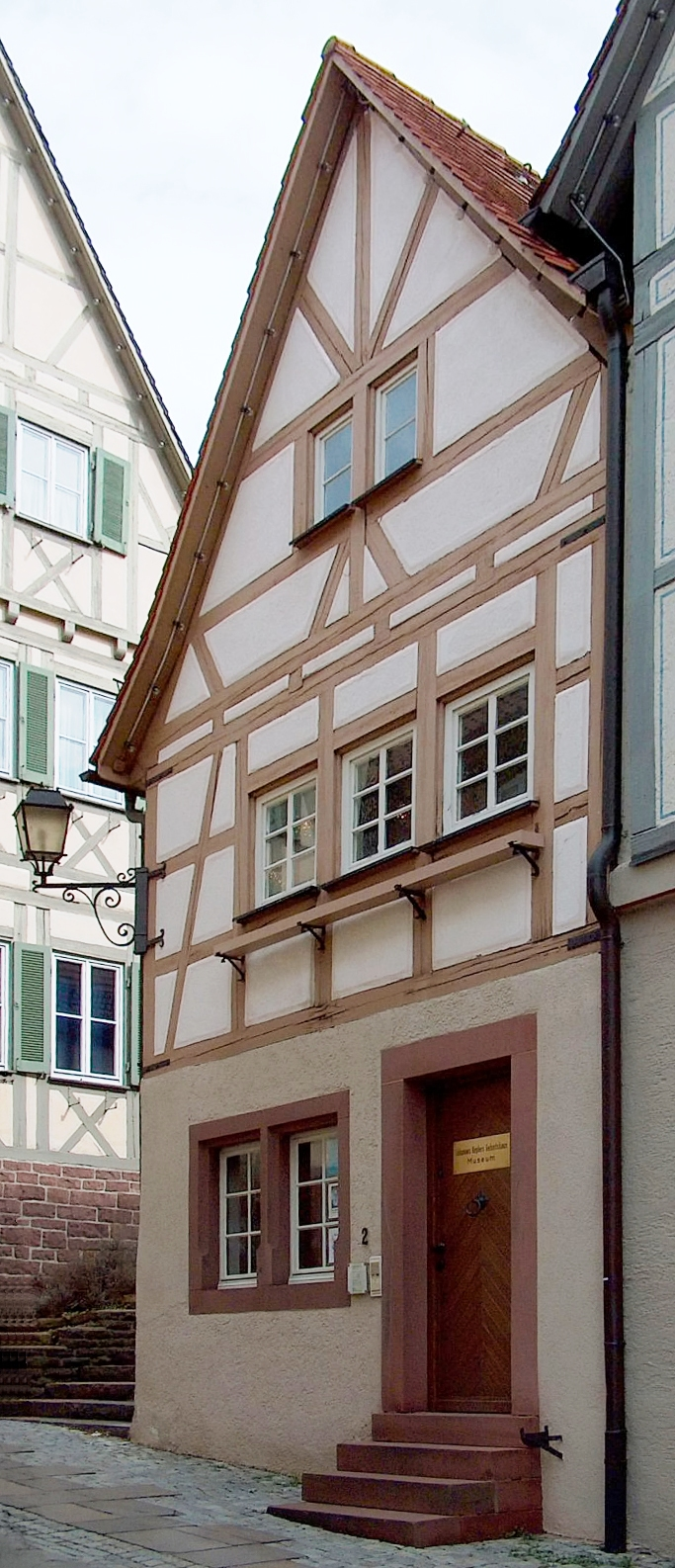
Geburtshaus von Johannes Kepler in Weil der Stadt

- 27. Dezember: Johannes Kepler, deutscher Mathematiker, Astronom und Optiker († 1630)
- 31. Dezember: Go-Yōzei, 107. Kaiser von Japan († 1617)

### Genaues Geburtsdatum unbekannt
- Gottfried Anton, deutscher Rechtswissenschaftler († 1618)
- Maria von Eicken, Markgräfin von Baden († 1636)
- Lucretia Marinella, italienische Schriftstellerin († 1653)
- Theodor Galle, niederländischer Kupferstecher († 1633)
- Matsunaga Teitoku, japanischer Dichter und Gelehrter († 1654)
- Wyandanch, Sachem der Montaukett auf Long Island († 1659)
- Yagyū Munenori, japanischer Schwertmeister, -lehrer und Autor († 1646)

## Gestorben

### Erstes Halbjahr
- 03. Januar: Joachim II. Hektor, Kurfürst von Brandenburg (* 1505)
- 13. Januar: Johann I., Markgraf von Brandenburg-Küstrin (* 1513)
- 19. Januar: Paris Bordone, italienischer Maler (* 1500)
- 28. Januar: Anne Bourchier, 7. Baroness Bourchier, englische Adelige, Baronin aus eigenem Recht
- 02. Februar: Matthias Wanckel, deutscher evangelisch-lutherischer Theologe (* 1511)
- 12. Februar: Nicholas Throckmorton, englischer Agent, Diplomat und Politiker (* 1515/1516)

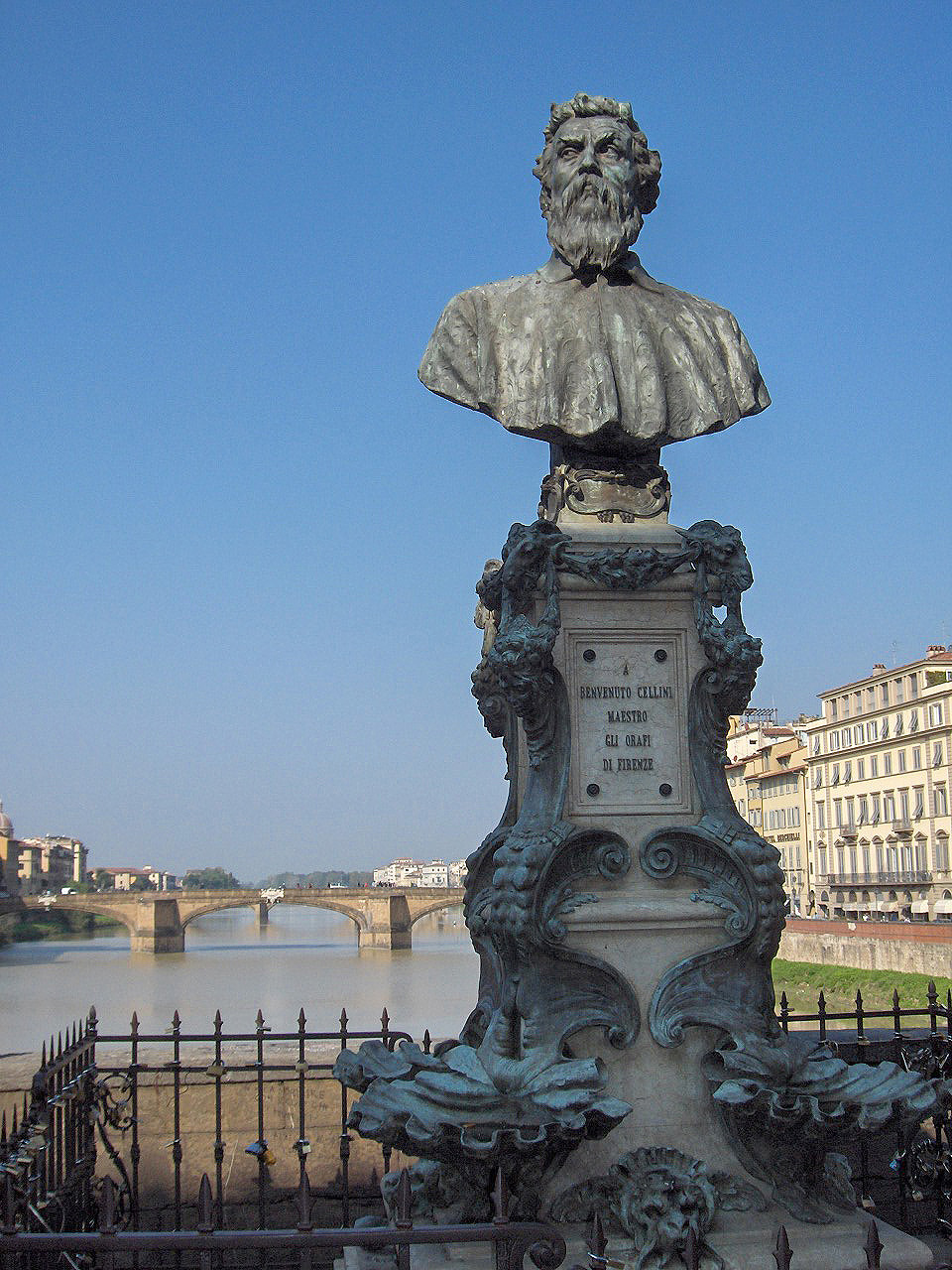
Cellini-Büste auf dem Ponte Vecchio, Florenz

- 13. Februar: Benvenuto Cellini, italienischer Bildhauer und Goldschmied (* 1500)
- 21. Februar: Melchior Kling, deutscher Jurist und Rechtswissenschaftler (* 1504)
- 13. März: Matthias Erb, deutscher Theologe und Reformator (* um 1494)
- 14. März: Johann Sigismund Zápolya, König von Ungarn, Fürst von Siebenbürgen und Herzog von Oppeln und Ratibor (* 1540)
- 21. März: Hans Asper, Schweizer Maler (* 1499)
- 06. April: John Hamilton, Lordsiegelbewahrer und Schatzmeister von Schottland, Erzbischof von St Andrews (* 1511)
- 16. April: Bertram von Ahlefeldt, Gutsherr des Adligen Gutes Lehmkuhlen (* 1508)
- 23. April: Hans Rudolf Manuel, Schweizer Holzschnitzer und Politiker (* 1525)
- 04. Mai: Friedrich Kasimir, Herzog von Teschen und Bielitz (* 1541/42)
- 04. Mai: Pierre Viret, Schweizer Reformator in Genf, Lausanne und Frankreich (* 1511)
- 07. Mai: Anton van den Wyngaerde, flämischer Vedutenmaler und Kartograf
- 12. Mai: Roman Sanguszko, Feldhetman von Litauen (* 1537)

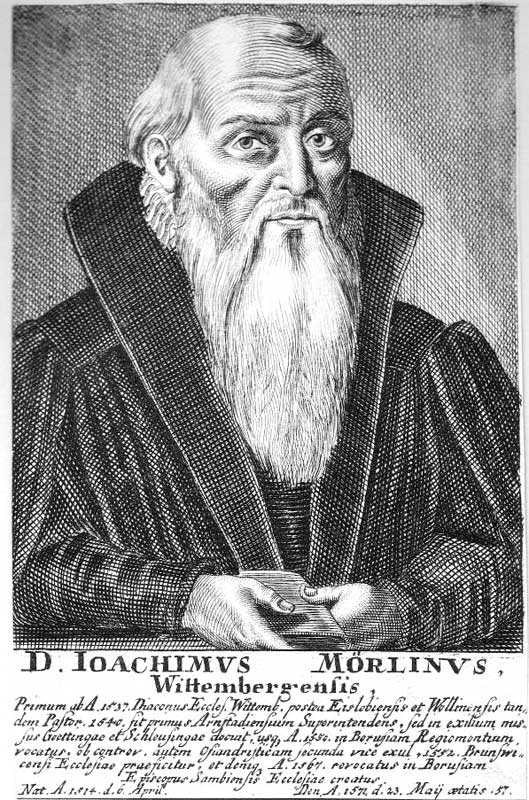
Joachim Mörlin

- 23. Mai: Joachim Mörlin, deutscher Theologe, Pfarrer und Reformator (* 1514)

### Zweites Halbjahr
- 17. Juli: Georg Fabricius, protestantischer deutscher Dichter, Historiker und Archäologe (* 1516)
- 21. Juli: Martim Afonso de Sousa, portugiesischer Seefahrer (* um 1500)
- 31. Juli: Francesco Fernando d’Avalos d’Aquino d’Aragona, Gouverneur im Herzogtum Mailand und Vizekönig von Sizilien (* 1530)
- 17. August: Marcantonio Bragadin, venezianischer Offizier, Verteidiger von Zypern (* 1523)
- 30. August: Theodoret von Kola, russisch-orthodoxer Kleriker (* 1489)
- 04. September: Matthew Stewart, 4. Earl of Lennox, schottischer Adeliger (* 1516)
- 20. September: Guillemette de Sarrebruck, Herzogin von Bouillon (* um 1490)
- 23. September: John Jewel, Bischof von Salisbury (* 1522)

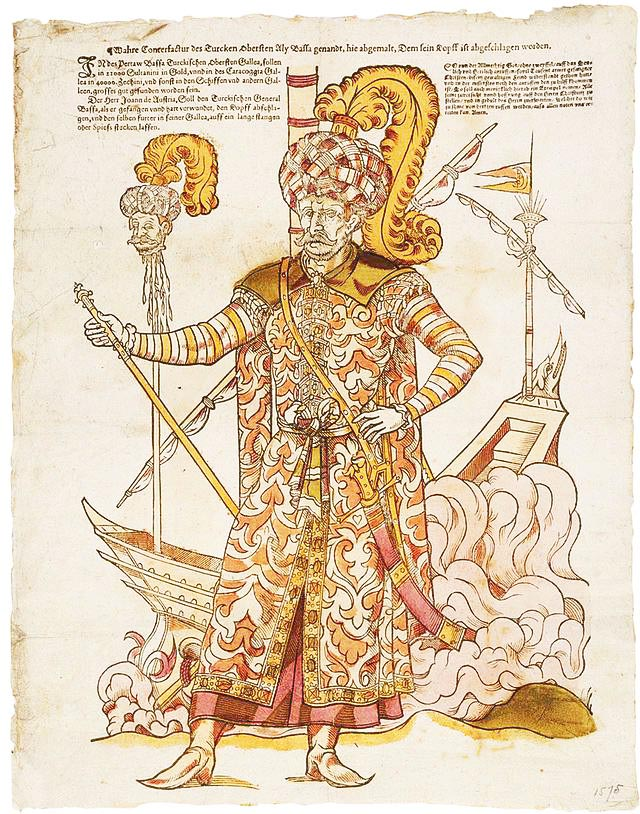
Ali Pascha auf einem Flugblatt um 1571

- 02. Oktober: Joachim Bäldi, Schweizer Landvogt, Landammann und Tagsatzungsabgeordneter (* vor 1527)
- 07. Oktober: Ali Pascha, Großadmiral der osmanischen Flotte in der Seeschlacht bei Lepanto
- 07. Oktober: Dorothea von Sachsen-Lauenburg, Königin von Dänemark und Norwegen (* 1511)
- 09. Oktober: Agostino Barbarigo, venezianischer Generalkapitän (* 1516)
- 20. Oktober: Hans Haslibacher, Schweizer Landwirt, Täuferprediger und Märtyrer (* nach 1500)
- 21. Oktober: Hōjō Ujiyasu, japanischer Fürst und Kriegsherr (* 1515)
- 22. Oktober: Johann von Glauburg, Frankfurter Patrizier und Bürgermeister (* 1503)
- 28. Oktober: William Parr, 1. Marquess of Northampton, englischer Adliger (* 1513)

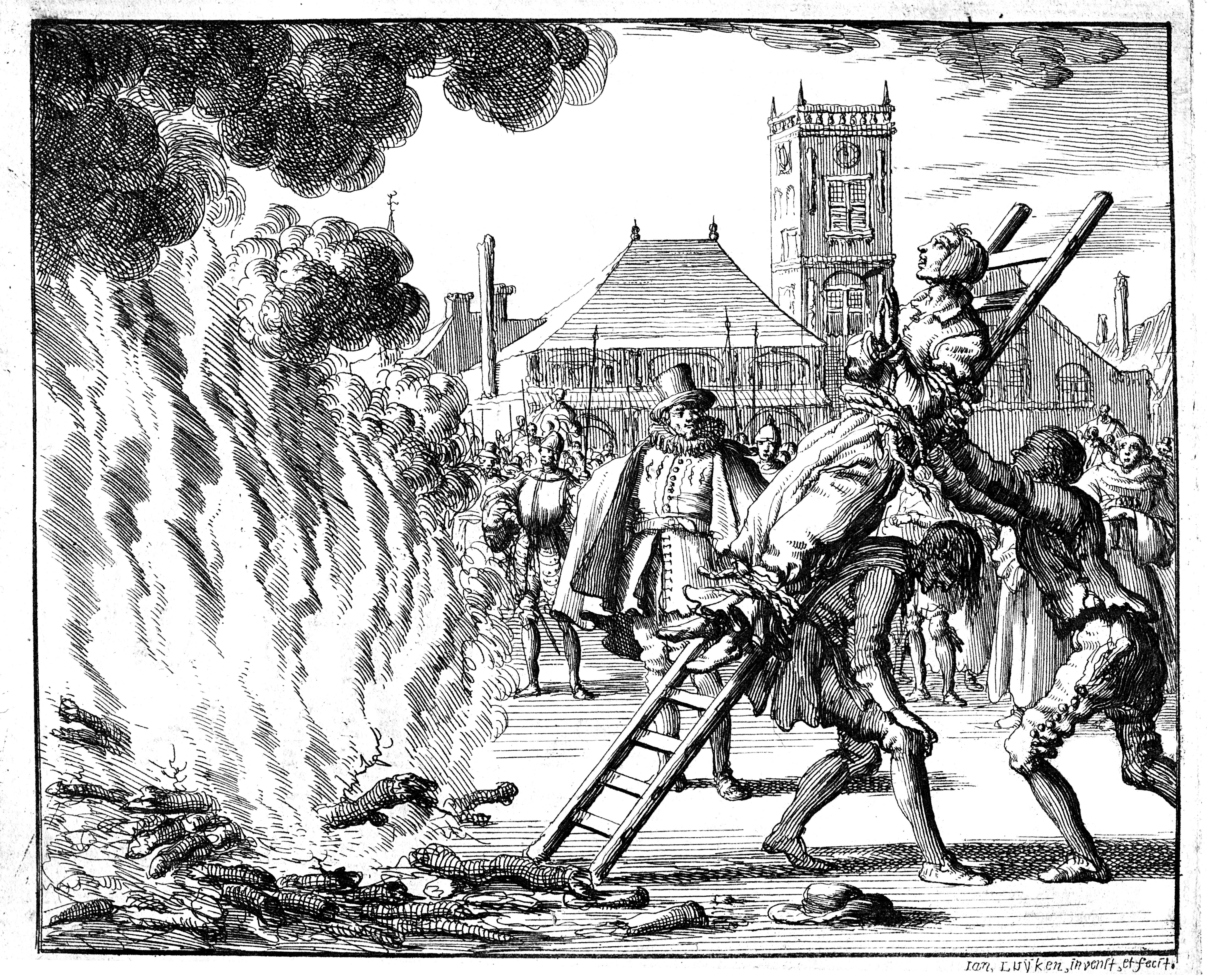
Die Hinrichtung Anneken Hendriks 1571 auf dem Scheiterhaufen in Amsterdam. Darstellung aus dem Märtyrerspiegel, Radierung von Jan Luyken

- 10. November: Anneken Hendriks, friesische Märtyrerin der Täuferbewegung (* 1522)
- 24. November: Jan Blahoslav, tschechischer Humanist, Grammatiker und Komponist (* 1523)
- 27. Dezember: Johannes Criginger, deutscher lutherischer Theologe, Kartograph und Schriftsteller (* 1521)
- 000Dezember: Baldassare Lanci, italienischer Künstler und Architekt (* 1510)

### Genaues Todesdatum unbekannt
- Nicolò dell’Abbate, italienischer Maler (* 1509)
- Aşık Çelebi, osmanischer Dichter (* 1519 oder 1520)
- Joachim Deschler, deutscher Medailleur und Bildhauer (* um 1500)
- Dolfino Landolfi, Schweizer Politiker, Podestà und Buchdrucker (* um 1500)
- Titu Cusi Yupanqui, Herrscher der Inka (* um 1529)